# خاچیک خاچر
خاچیک خاچر (ارمنی: Խաչիկ Խաչեր؛ زادهٔ ۲۱ دی ۱۳۲۴)، نویسنده، شاعر و مترجم ارمنی‌تبار اهل ایران بود.

## زندگی
وی با نام اصلی خاچاطور گالوستانیان (ارمنی: Խաչիկ Գալստյան) در ۲۱ دی ۱۳۲۴ (ژانویه ۱۹۴۶) در تهران به دنیا آمد. خاچر برای ادامه تحصیلات عالی به آلمان نقل مکان نمود و در بین سال‌های ۱۹۶۶ تا ۱۹۷۸ در آخن تحصیل نمود.

## آثار

### تالیفات به ارمنی
- ' (ارمنی: Անտարբերություն) (۱۹۸۲)
- ' (ارمنی: Թափանցիկ մարդիկ) (۱۹۹۷)
- چهارراه ژنرال‌ها (ارمنی: Գեներալների խաչմերուկը) (۲۰۰۴)
- ' (ارمنی: [] Error: {{Lang}}: فاقد متن (راهنما)) (۲۰۱۵)

### ترجمه‌ها به ارمنی
- جاده ابریشم

### تالیفات به فارسی
- اشک ششم (۲۰۰۵)
- حال و هوایی به پسند کلاغ‌ها (۲۰۰۶)

## جوایز
خاچر تاکنون برنده نشان دستاوردهای ادبی ارمنستان، جایزه ادبی گِوُرگ مِلیتِنِتسی (لبنان، بیروت) شده‌است، تقدیر نامه‌های متعددی هم از وزارت فرهنگ و ارشاد اسلامی، وزارت فرهنگ ارمنستان و همچنین وزارت دیاسپورای ارمنستان دریافت کرده‌است.